# 아버지의 바다
《아버지의 바다》는 2004년 9월 28일에 MBC에서 방영된 추석 특집극이다.

## 등장 인물

### 주요 인물
- 백일섭 : 박태종 역
- 김세준 : 박재훈 역
- 정찬 : 박재철 역
- 이준 : 박재동 역

### 그외 인물
- 미상 : 영애 역
- 이경진 : 제천댁 역
- 미상 : 인희 역
- 정려원 : 주홍 역
- 변희봉
- 전소민